# جوليا كورنيليا باولا
جوليا كورنيليا باولا أو جوليا باولا (بالإنجليزية: Julia Cornelia Paula)‏ هي نبيلة روما التي عاشت في القرن الثالث. باولا هي واحدة من العشيرة الرومانية القديمة كورنِليوس. باولا التي تعد امرأة متعلمة بشكل أكثر من جيد و مثيرة للإعجاب كانت سورية من أصل إيطالي. فعائلتها كانت من العائلات السورية الرائدة أنداك. تقلد كورنِليوس باولوس منصب قائد برايتوري في روما.
اقتنعت يوليا ميزا(شقيقة الأخت الكبرى جوليا دومنا إمبراطورة روما) بالزواج بإيل جبل الذي يعد إمبراطور باولا الجديد في عام 219. وأَقيمت في روما حفلات زفاف بشكل مسرف إلى حد ما. وأصبحت باولا الزوجة الأولى لإيل جبل و إمبراطورة روما، وبعد ذلك حصلت على لقب أوغوستا الفخري أيضا.
وفي مطلع عام 220 أنهى إيل جبل زواجه بباولا. ولم يكن بينهم أطفال.وطلق إيل جبل باولا من أجل أن يستطيع الزواج بعذراء فيستال جوليا أكويليا سيفيرا. استعاد إيل جبل لقبه أوغوستا والتفتت باولا لحياتها الخاصة معتزلة الحياة الاجتماعية. وبعد هذه المرحلة لم يستدل على مصيرها.